# Jean-Louis Schlesser
Jean-Louis Schlesser (n. 12 septembrie 1948, Nancy) este un fost un pilot francez de Formula 1 care a evoluat în Campionatul Mondial în  1983 și 1988. De asemenea, a câștigat de mai multe ori Raliul Paris-Dakar.